# Yang Kaiwen
Yang Kaiwen (楊楷文T, 杨楷文S, Yáng KǎiwénP; Jinan, 28 gennaio 1997) è un goista cinese.

## Biografia
Divenne professionista nel luglio 2010.
Nel 2012 è avanzato fino agli ottavi di finale della Coppa Liguang ed è stato promosso 2 dan.
Nel 2013 è stato promosso 3 dan.
Nel 2014 ha partecipato alla Chinese A League, ha raggiunto i quarti della Quzhou-Lanke Cup, ed è stato promosso 4 dan.
Nel 2015 è arrivato secondo con la squadra di Wuhan nella serie A cinese.
Nel 2017 è arrivato ai quarti di finale della terza edizione della Coppa Limin; a luglio 2017 è stato promosso 5 dan.
Nel marzo 2018 è stato promosso 6 dan.
Nel febbraio 2019 è stato promosso 7 dan.
Ad agosto 2021 è stato promosso 8 dan.
Nel 2020 ha vinto la serie A cinese con la squadra di Jangxi; nella finale ha ottenuto una vittoria sul giapponese Shibano Toramaru.
Nel 2022 ha perso la finale della Coppa Weifu Fangkai contro Mi Yuting; a novembre è stato promosso 9 dan, il cinquantaseiesimo goista cinese a raggiungere questo traguardo.
Yang è stato selezionato nella rappresentativa cinese ai XIX Giochi asiatici, dove ha giocato come riserva nella gara maschile a squadre, insieme a Li Qincheng, Zhao Chenyu, Mi Yuting, Ke Jie e Yang Dingxin. La squadra cinese è arrivata seconda nel torneo preliminare, con cinque vittorie e una sconfitta, contro la Corea del Sud; Yang ha vinto cinque incontri, incluso quello contro il taiwanese Xu Jingen, e ne ha perso uno, contro il sudcoreano Shin Min-jun. Non ha giocato nella semifinale, in cui la Cina ha sconfitto per 4-1 Taiwan, né in finale, in cui la Corea del Sud ha vinto 4-1 e la Cina ha conquistato la medaglia d'argento. A dicembre ha vinto la Coppa GBA contro Ding Hao.
Nell'ottobre 2024 ha perso la Coppa GBA contro Li Xuanhao.
A giugno 2025 ha vinto la 15ª edizione della Chunlan Cup sconfiggendo per 2-1 il sudcoreano Park Jung-hwan.

## Palmarès
| Nazionali           | Nazionali | Nazionali |
| Tornei              | Vittorie  | Finalista |
| ------------------- | --------- | --------- |
| Coppa Weifu Fangkai |           | 1 (2021)  |
| Coppa GBA           | 1 (2023)  | 1 (2024)  |
| Internazionali      |           |           |
| Tornei              | Vittorie  | Finalista |
| Coppa Chunlan       | 1 (2025)  |           |
| Totale              | 1         | 2         |